# Клауди, Карл
Карл Гарри Клауди (англ. Carl Harry Claudy) (13 января 1879— 27 мая 1957) — известный американский писатель-фантаст, журналист, фотограф, масон, один из самых известных авторов книг по масонству. Великий мастер Великой ложи Вашингтона, почётный великий мастер Великой ложи Северной Дакоты, 33° ДПШУ.

## Биография
Он был автором 32 книг и огромного количества эссе и коротких историй, которых насчитывается более 1600. При этом его образование составляло один год средней школы, после которого он оказался в суровом будничном мире конца XIX века.
В возрасте 19 лет он отправился на золотые прииски Аляски. После шести месяцев поисков, так и не найдя золота, он вернулся в Штаты и устроился на работу к производителю точильных кругов. Через несколько лет он оставил эту работу, чтобы вернуться в Вашингтон, округ Колумбия, где он стал редактором научно-популярного журнала. Это было началом его карьеры.
Несмотря на отсутствие формального образования, Клауди начал много читать и писать. На самом деле, первый рассказ из всех когда-либо написанных появился в The Washington Post. Он был внештатным автором The New York Herald, затем, в конечном счёте, был принят в штат сотрудников в 1908 году на особую должность, сосредоточенную на авиационной промышленности.
За это время он написал ряд статей на эту тему и опубликовал книгу под названием «Модели самолётов для начинающих». Но он также был и фотографом. Его фотографии первых полётов были переданы Александру Грэхему Беллу, разместившему их в Смитсоновском институте, где они остаются и сегодня. В конце Первой мировой войны Клауди отправился за океан в качестве корреспондента журнала Scientific American.
Он был заядлым спортсменом и любителем туризма, среди его хобби были кемпинг, альпинизм, бокс, гребля, теннис и футбол. Его любовь к путешествиям часто приводила его в Монтану, вдохновившую его на многие рассказы, написанные для различных бойскаутских публикаций.

### В масонстве
Встреча Клауди с масонством произошла в 1908 году. В этом же году, в возрасте 29 лет, он был возведён в степень мастера масона в ложе «Гармония» № 17 в Вашингтоне, округ Колумбия. Он был её досточтимым мастером и в конечном счёте стал великим мастером в округе Колумбия в 1943 году.
Его писательская масонская карьера началась забавы ради, когда он вступил в Ассоциацию масонской службы в 1923 году, где и работал в качестве заместителя редактора своего журнала, «Мастер Масон», до 1931 года. Он стал ответственным секретарем Ассоциации масонской службы в 1929 году — эту должность он занимал до своей смерти в 1957 году. Под его руководством Ассоциация масонской службы издала вестник «Короткий разговор», который сделал его имя известным практически в каждой ложе в стране.
Клауди может лично претендовать на авторство примерно 350 вестников. В дополнение к ним он написал и распространил бесчисленные дайджесты, специальные бюллетени и работы исторического и фактического характера, предназначенные для развития масонства. Одной из лучших его работ такого рода является «Маленькая масонская библиотека» — коллекция из 20 томов карманного размера, написанных разными авторами. В 1930 году он по частям опубликовал в «Мастере Масоне» восхитительный роман «Львиная лапа», а вслед за ним несколько других, в том числе бессмертную «Книгу Мастера», в которой изложены принципы и практика успешного мастера ложи. Тогда же был написан ещё один классический труд, основа основ для молодых масонов, озаглавленный «Введение в масонство», принесший ему международную популярность. В 1934 году он написал первую пьесу из серии 12 масонских пьес. Пьесы оказали сильное влияние на братство и были поставлены бесчисленное количество раз почти во всех великих ложах.
Благодаря своей долгой службе, он заслужил масонское признание. Он был посвящён в 33° Древнего и принятого шотландского устава, а также награждён медалью Генри Прайса и назван почётным членом многих великих и достопочтенных лож.
После смерти он был признан почётным великим мастером Великой ложи Северной Дакоты.

## Труды

### Научная фантастика
- The Mystery Men of Mars
- A Thousand Years a Minute
- The Land of No Shadow
- The Blue Grotto Terror

### Масонство
- Pocket Masonic Dictionary
- Foreign Countries
- Old Tiler Talks
- The Old Past Master
- A Master’s Wages
- These Were Brethren
- Where Your Treasure Is
- The Lion’s Paw
- Masonic Harvest
- Introduction to Freemasonry—Vol. I Entered Apprentice
- Introduction to Freemasonry—Vol. II Fellowcraft
- Introduction to Freemasonry—Vol. III Master Mason
- The Master’s Book